# Lee Evans (atleet)
Lee Edward Evans (Madera, 25 februari 1947 – Lagos (Nigeria), 19 mei 2021) was een Amerikaanse sprinter, die was gespecialiseerd in de 400 m. Hij werd olympisch kampioen en meervoudig Amerikaans kampioen in deze discipline. Zijn wereldrecord van 43,86 s op de 400 m gelopen tijdens de Olympische Spelen van 1968 hield bijna 20 jaar stand. Hij was ook betrokken bij de verbetering van enkele wereldrecords op de 4 × 400 m estafette.

## Biografie

### Eerste wereldrecords op estafette
Evans was tijdens zijn highschooltijd ongeslagen en won kort na zijn afstuderen in 1966 de 440 yd bij de Amerikaanse kampioenschappen. Deze titel prolongeerde hij het jaar daarop en won de 400 m bij de Pan-Amerikaanse Spelen 1967 in Winnipeg. In 1966 liep hij in Los Angeles voor het eerst een wereldrecord. Samen met Robert Frey, Tommie Smith en Theron Lewis liep hij de 4 × 400 m in 2.59,6. Het Amerikaanse viertal was hiermee het eerste estafetteteam dat deze afstand in minder dan drie minuten aflegde. In het volgende jaar maakte hij deel uit van het team dat in Fresno het wereldrecord op de 4 × 220 yd verbeterde tot 1.22,1. In die periode liep hij met 1.14,3 ook de snelste tijd ooit op de ongebruikelijke 600 m.

### Dubbelvoudig olympisch kampioen
In 1968 leverde Lee Evans de grootste prestatie van zijn atletiekcarrière. Hij begon het jaar met het winnen van de 400 m op de universiteitskampioenschappen (NCAA). Op de Olympische Spelen van 1968 in Mexico-Stad nam hij deel aan de 400 m en de 4 × 400 m estafette. Op de 400 m won hij een gouden medaille door met een wereldrecordtijd van 43,8 (elektronisch omgerekend in 43,86) zijn landgenoten Larry James (zilver; 43,9) en Ron Freeman (brons; 44,4) te verslaan. Ook op de 4 × 400 m estafette was hij succesvol met zijn teamgenoten Vince Matthews, Ron Freeman en Larry James. Met een tijd van 2.56,1 verbeterden zij op dit nummer eveneens het wereldrecord en versloegen de estafetteploegen uit Kenia (zilver) en West-Duitsland (brons).

### Teleurstelling in München
Vier jaar later plaatste Evans zich wederom voor de Spelen, deze keer voor de 4 × 400 m estafette op Olympische Spelen van München, omdat hij vierde was geworden bij de Amerikaanse trials. Het Amerikaanse estafetteteam ging echter niet van start wegens een tekort aan lopers. Vincent Matthews en Wayne Collett werden namelijk, net als Tommie Smith en John Carlos vier jaar eerder, geschorst wegens het demonstreren tijdens de medailleceremonie.
In 1972 werd Evans een professioneel atleet. In 1980 werd hij op 33-jarige leeftijd weer amateur, en de 400 m in 46,5 is een van zijn weinig gelopen tijden dat jaar. Hierna werd hij onder meer atletiektrainer van de University of South Alabama.

## Titels
- Olympisch kampioen 400 m - 1968
- Olympisch kampioen 4 × 400 m estafette - 1968
- Pan-Amerikaans kampioen 400 m - 1967
- Amerikaans kampioen 440 yd - 1966, 1967, 1969
- Amerikaans kampioen 400 m - 1968, 1972
- Amerikaans indoorkampioen 600 yd - 1972
- NCAA-kampioen 400 m - 1968

## Wereldrecords
- 400 m - 43,8 (Mexico-Stad, 18 oktober 1968)
- 4 × 400 m - 2.59,6 (Los Angeles, 24 juli 1966)
- 4 × 400 m - 2.56,1 (Mexico-Stad, 20 oktober 1968)
- 4 × 220 yd - 1.22,1 (Fresno, 1967)

## Palmares

### 400 m
- 1967:  Pan-Amerikaanse Spelen - 44,95 s
- 1968:  OS - 43,8 s (WR)

### 4 × 400 m
- 1968:  OS - 2.56,1 (WR)

- World Athletics: 14345284
- Library of Congress Control Number: nr2006004055
- Virtual International Authority File: 71350748
- WorldCat: E39PBJxCvgyQdTm9QDQWFPVBfq

1896: Thomas Burke ·
1900: Maxey Long ·
1904: Harry Hillman ·
1908: Wyndham Halswelle ·
1912: Charles Reidpath ·
1920: Bevil Rudd ·
1924: Eric Liddell ·
1928: Ray Barbuti ·
1932: Bill Carr ·
1936: Archie Williams ·
1948: Arthur Wint ·
1952: George Rhoden ·
1956: Charlie Jenkins ·
1960: Otis Davis ·
1964: Mike Larrabee ·
1968: Lee Evans ·
1972: Vince Matthews ·
1976: Alberto Juantorena ·
1980: Viktor Markin ·
1984: Alonzo Babers ·
1988: Steve Lewis ·
1992: Quincy Watts ·
1996: Michael Johnson ·
2000: Michael Johnson ·
2004: Jeremy Wariner ·
2008: LaShawn Merritt ·
2012: Kirani James · 
2016: Wayde van Niekerk · 
2020: Steven Gardiner · 
2024: Quincy Hall
1912: Sheppard, Lindberg, Meredith, Reidpath ·
1920: Griffiths, Lindsay, Ainsworth-Davis, Butler ·
1924: Cochran, Helffrich, MacDonald, Stevenson ·
1928: Baird, Alderman, Spencer, Barbuti ·
1932: Fuqua, Ablowich, Warner, Carr ·
1936: Wolff, Rampling, Roberts, Brown ·
1948: Harnden, Bourland, Cochran, Whitfield ·
1952: Wint, Laing, McKenley, Rhoden ·
1956: Jenkins, Jones, Mashburn, Courtney ·
1960: Yerman, Young, G. Davis, O. Davis ·
1964: Cassell, Larrabee, Williams, Carr ·
1968: Matthews, Freeman, James, Evans ·
1972: Asati, Nyamau, Ouko, Sang ·
1976: Frazier, Brown, Newhouse, Parks ·
1980: Valiulis, Linge, Tsjernetski, Markin ·
1984: Nix, Armstead, Babers, McKay ·
1988: Everett, Lewis, Robinzine, Reynolds ·
1992: Valmon, Watts, Johnson, Lewis ·
1996: Harrison, Smith, Mills, Maybank ·
2000: Bada, Chukwu, Monye, Udo-Obong  ·
2004: Harris, Brew, Wariner, Williamson ·
2008: Merritt, Taylor, Neville, Wariner ·
2012: Brown, Pinder, Mathieu, Miller ·
2016: Hall, McQuay, Roberts, Merritt ·
2020: Cherry, Norman, Deadmon, Benjamin ·
2024: Bailey, Norwood, Deadmon, Benjamin